# Császári és Királyi 14. Kolossváry Dezső Huszárezred
Az 14. Kolossváry Dezső Huszárezred (hivatalos német nevén: K.u.K. Husaren-Regiment von Kolossváry Nr. 14.) az Osztrák-Magyar Monarchia Császári és Királyi Hadseregének (kaiserlich und königliche Armee) egyik huszárezredeként lett felállítva. Az 1867-es kiegyezést követően az ún. Közös Hadsereg alakulata volt az Osztrák–Magyar Monarchia 1918-as felbomlásáig. 1913-tól új ezredtulajdonosa, Kolossváry Dezső lovassági tábornok nevét viselte.
1915-ben az összes ezred nevét megszüntették. Ezután az alakulat Császári és Királyi 14. Huszárezred néven szerepelt. Ezt a gyakorlatban nem tudták kivitelezni, mivel a háború miatt bevezetett költségcsökkentés nem tette lehetővé új nyomtatványok és pecsétek készítését. Másfelől senki sem tartotta be ezt az utasítást, és továbbra is korábbi nevén hívták az ezredet.

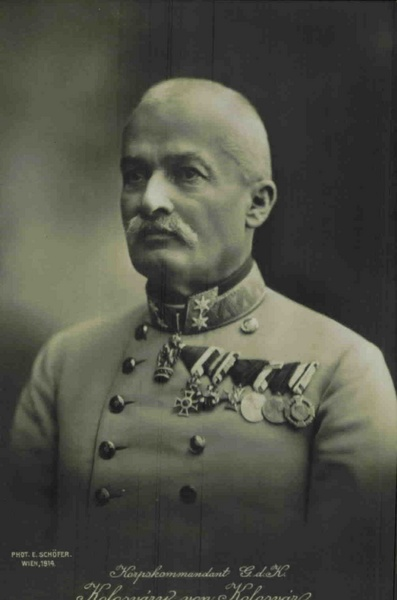
Kolossváry Dezső lovassági tábornok

## Története
- 1859. szeptember 10-én hozták létre az ezredet az 1., illetve 2. zalaegerszegi Önkéntes Huszárosztályok és az 1., illetve 2. Hajdú Önkéntes Huszárosztályok egy-egy osztályából. Az osztályokat a Szárd–francia–osztrák háború idejére alakították meg.
- 1860-ban az ezredet átszervezték és a 3. 4. 6. és 10. császári és királyi huszárezredek egységeit felhasználva elérte a hadrendben szereplő négy osztályos szerveződést. Megnevezése 2. Önkéntes Huszárezred lett.
- 1862-ben az ezredet sorezreddé alakították át, új megnevezése Császári és Királyi 14. Huszárezred lett.

## Kiegészítő körletek
Az ezredet a következő területekről egészítették ki:
- 1860–1867 Magyarország minden része, kivéve Bánát, Erdély és Horvátország, illetve azok a területek, amik az 1. Önkéntes Huszárezred kerületei voltak
- 1867–1870 Nagyvárad, Debrecen
- 1875–1883 Eger
- 1883–1889 Munkács, Ungvár
- 1889-től a VI. Hadtest kerülete (Kassa)

## Békehelyőrségek
- 1859 Enns
- 1860 Wels és Groß-Enzersdorf
- 1863–1866 Łańcut
- 1866 Bad Radkersburg
- 1868 Marburg
- 1871 Nagyvárad
- 1872 Arad
- 1888 Nagymihály
- 1892 Nyíregyháza
- 1894 Czernowitz

## Ezred tulajdonos
- 1861  gróf Erdödy Pálffy Móric altábornagy
- 1862  betöltetlen
- 1872  Vlagyimir Alekszandrovics Romanov orosz nagyherceg
- 1913 Kolossváry Dezső lovassági tábornok

## Hadműveletek
Porosz–osztrák–olasz háború
- 1866-ban részt vett a königgrätzi csatában.

Első világháború
- A huszárezred eleinte ezred kötelékben harcolt, majd hadosztály közvetlen huszárosztályként felosztva. A háború vége felé gyalogosként vetettél be az ezredet. Majd 1918-ban a felszámolták a győztes hatalmak nyomására.

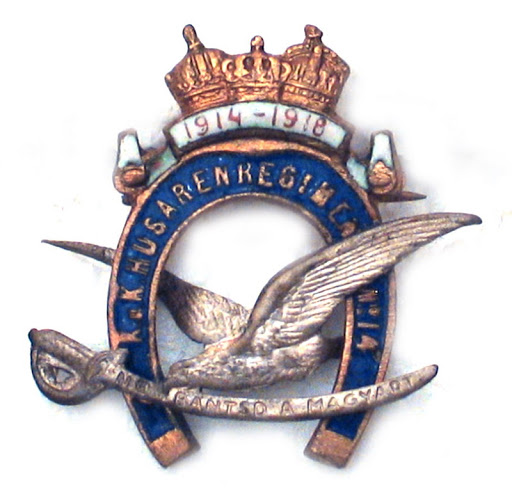
A Császári és Királyi 14. Huszárezred sapkajelvénye az 1. világháborúban

## Megszüntetése
1918 őszén az Osztrák-Magyar Monarchia felbomlását követően Magyarország kikiáltotta függetlenségét. A frontokon harcoló alakulatokat haza szállították és a fegyverszüneti egyezmény értelmében felszámolták őket. Ez a sors jutott a Császári és Királyi 14. Huszárezred számára is. A hivatalos források szerint viszont a Császári és Királyi Hadügyminisztérium alá tartozott és mivel Magyarország függetlenné vált, nem hívhatta volna haza a többnyire magyar sorállománnyal rendelkező ezredet, hogy megszüntethesse. Ezt csak is a K.u.K. Hadügyminisztérium tehette volna meg. Nem tudni pontosan, hogy ez valaha meg is történt-e.

## 1914. júliusi alárendeltségi állapot

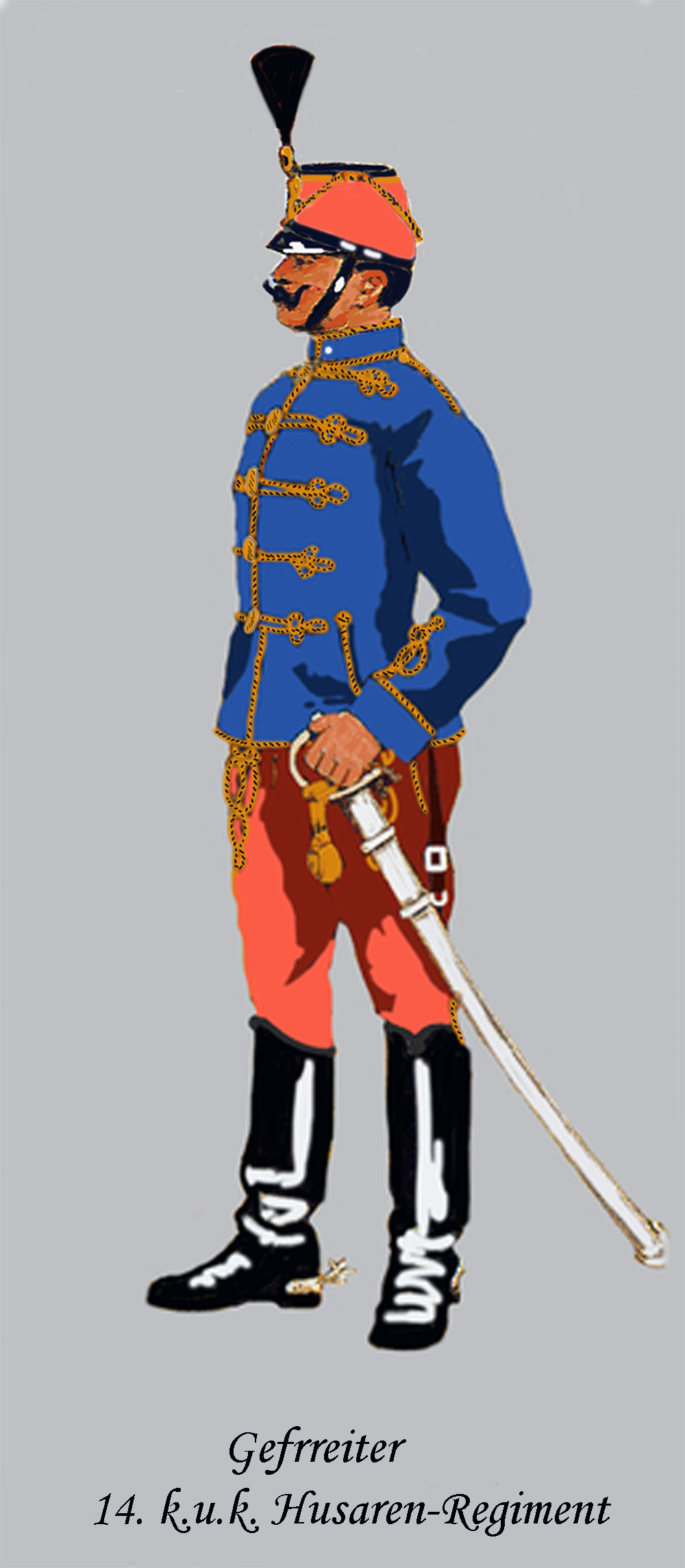
A 14. Huszárezred őrvezetője

VI. Hadtest – 1. Lovassági Hadosztály – 6. Lovasdandár
Nemzetiség: 92% magyar – 8% egyéb
Ezred parancsnok: tinkovai Macskássy Ferenc ezredes
Ezred vezénylő nyelv: magyar
Egyenruha: világoskék atilla aranyozott gombokkal és piros csákó takaróval

## Szervezete
A XVIII. századi folyamatos hadseregreformok során a lovasságnál az ezredeket négy osztályra, ezen belül nyolc svadronra tagolták. Kialakítottak egy tartalék svadront is 186 fővel, elsősorban az újoncok kiképzésére. Az addigi 2 század = lovassági szervezést felváltotta az immár 2 svadron = divízió szervezés. Vagyis a lovasságnál eltüntették az addig a gyalogságtól átvett kompánia (század) megnevezést és a lovassági század svadron nevet nyert, míg az addigi kétszázadnyi harcászati egység, a svadron új megnevezése divízió (osztály) lett. Szabályozták az ezredlétszámokat, a zászlók alakját, az egyenruha formáját, de a szín ezredről ezredre változott. A fegyverzet továbbra is kard, két pár pisztoly, később rövid karabély. A vezényleti nyelv német maradt, de a nem magyar származású ezredtulajdonosok, illetve ezredparancsnokok döntő többsége – tekintettel, hogy huszárjaikkal magyarul tudjanak beszélni – megtanulták a nyelvet, ha törve is, de megértették magukat.
1860-tól az ezred 2 osztályból állt, ami továbbá három-három századból. Így került bevetésre az első világháborúban.
Az egyes osztályokat a vezetőjükről nevezték el:
- az 1. osztály volt az ezredesi-osztály
- a 2. osztály volt az alezredesi-osztály
- a 3. osztály volt az 1. őrnagyi-osztály
- a 3. osztály volt a 2. őrnagyi-osztály

1798-ig az ezredeket tulajdonosuk neve szerint hívták, akiknek ténylegesen vezetniük is kellett az alakulataikat. Minden tulajdonos váltással az ezred új nevet kapott. 1798-at követően hivatalosan csak számozással illették az alakulatokat, de bizonyos esetben, illetve beszédben az éppen aktuális ezred tulajdonos nevén nevezték.
Pont ezek miatt az állandó átnevezések kapcsán nehezen követhető az osztrák-magyar huszárezredek története.

## Fordítás
- Ez a szócikk részben vagy egészben az k.u.k. Husarenregiment „von Kolossváry“ Nr. 14 című német Wikipédia-szócikk ezen változatának fordításán alapul.  Az eredeti cikk szerkesztőit annak laptörténete sorolja fel. Ez a jelzés csupán a megfogalmazás eredetét és a szerzői jogokat jelzi, nem szolgál a cikkben szereplő információk forrásmegjelöléseként.